# عبد الرحمن ياسين
عبد الرحمن ياسين (بالإنجليزية: Abdul Rahman Yasin)‏ (10 أبريل 1960) مواطن أمريكي من أصل عراقي شارك في تفجير مركز التجارة العالمي عام 1993 عن طريق إستعماله القنابل اليدوية ولقد نشأ في بغداد. تقول وسائل الإعلام الأمريكية بأنه «المشارك الوحيد الذي لم يتم القبض عليه حتى الآن.» 